# I ricordi di Abbey
I ricordi di Abbey (The Browning Version) è un film del 1994 diretto da Mike Figgis, remake del film del 1951 Addio Mr. Harris, entrambi tratti dal dramma di Terence Rattigan La versione Browning.
Il titolo italiano fa riferimento alla scuola dove è ambientato il film, cioè la Milton Abbey School.
Fu presentato in concorso al 47º Festival di Cannes.

## Trama
Andrew Crocker-Harris è un insegnante severo e antipatico di greco e latino, alla Milton Abbey School, una scuola pubblica inglese. Dopo circa vent'anni di servizio, viene forzato al ritiro con il pretesto della sua salute, e forse non potrà avere diritto ad una pensione. I ragazzi lo considerano come un Hitler, con qualche giustificazione. Sua moglie Laura è infedele, e vive ferendolo in qualsiasi modo può. Andrew verrà a patti con la sua vita fallimentare ma riuscirà a recuperare almeno la sua dignità.

## Riconoscimenti
- 1994 - Festival di Cannes
  - Nomination Palma d'oro
- 1994 - Boston Society of Film Critics
  - Miglior attore a Albert Finney
- 1994 - Camerimage
  - Nomination Rana d'oro
- 1995 - British Academy Film Awards
  - Nomination Migliore sceneggiatura